# Pseudolasiobolus
Pseudolasiobolus es un género de hongos de la familia Tricholomataceae. Es un género monotípico cuya única especie es Pseudolasiobolus minutissimus, descrita por el micólogo alemán Reinhard Agerer en 1983.